# Полидепортиво Качамай
Полидепорти́во Качама́й (исп. Estadio Polideportivo Cachamay) — многофункциональный стадион, расположенный в городе Сьюдад-Гуаяна, крупнейшем городе венесуэльского штата Боливар. Вместимость стадиона составляет 41 300 зрителей. «Полидепортиво Качамай» — домашняя арена футбольного клуба «Минерос Гуаяна».

## История
Строительство стадиона в городе Пуэрто-Ордас, который ныне является частью Сьюдад-Гуаяны, началось в 1988 году. Стадион «Джино Скариджелла» был достроен в 1990 году и изначально носил имя футбольного арбитра итальянского происхождения, который погиб во время матча любительских команд на площадке, где впоследствии был построен этот стадион. Однако пресса с самого начала называла новый комплекс почти исключительно как «Полидепортиво Качамай» — слово «Полидепортиво» подчёркивало многофункциональность спортивного объекта, а «Качамай» — это название близлежащего парка. После открытия футбольный стадион вмещал 14 тыс. зрителей.
Следующим этапом в истории стадиона стал Кубок Америки, который в 2007 году впервые было доверено проводить Венесуэле. Государственная компания Corporacion Venezolana de Guayana взяла территорию «Всеобщего развлекательного центра „Качамай“» (Centro Total de Entretenimiento Cachamay) в аренду на 25 лет у правительства штата Боли́вар. Полная реконструкция стадиона обошлась государству в 74,4 млн долларов США. Благодаря ей вместимость арены увеличилась до 41,6 тыс. зрителей (впоследствии — 41,3 тыс.), что сделало «Полидепортиво Качамай» четвёртым стадионом Венесуэлы, лишь немного уступая «Метрополитано де Мерида».
В рамках Кубка Америки 2007 в Сьюдад-Гуаяне состоялись три игры:
- 27 июня 2007. Группа B.  Эквадор —  Чили — 2:3
- 27 июня 2007. Группа B.  Бразилия —  Мексика — 0:2
- 11 июля 2007. Полуфинал.  Мексика —  Аргентина — 0:3

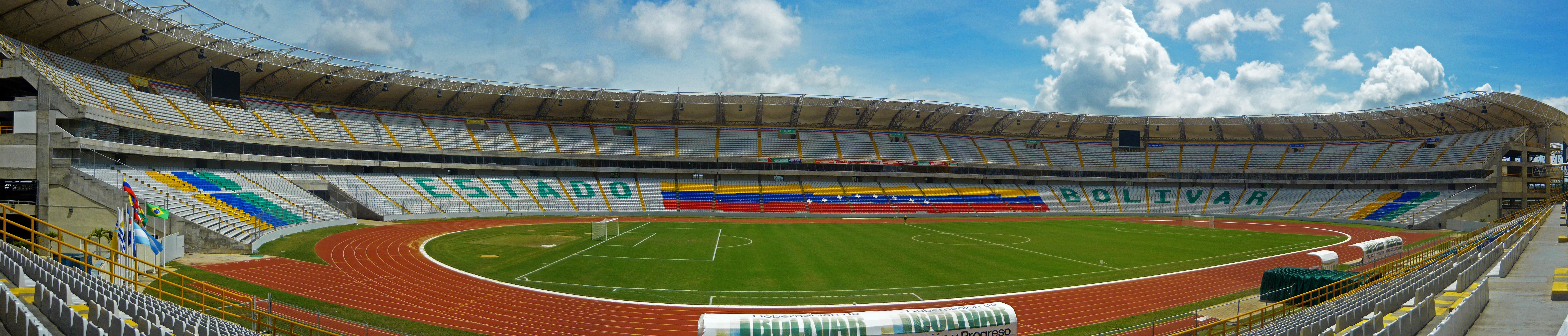
«Полидепортиво Качамай»

## Спортивные соревнования
- Чемпионат Южной Америки по футболу среди молодёжных команд 1991
- Кубок Америки 2007
- Чемпионат Южной Америки по футболу среди молодёжных команд 2009